# The Wave Pictures
The Wave Pictures è un gruppo musicale britannico di genere rock, formatosi nel 1998 e tuttora in attività.

## Storia del gruppo
Sino al 1998 Franic e David hanno vissuto a Wymeswold (un paesino al confine settentrionale del Leicestershire a metà fra le città di Nottingham e Leicester) dove hanno cominciato a suonare assieme a Hugh J. Noble alla batteria. La band all'epoca si chiamava "Blind Summit". Quando Hugh decise di non voler suonare la batteria e di andarsene a Exeter a studiare filosofia la band cambiò nome in "The Wave Pictures" e Hugh venne sostituito da diversi batteristi fino ad arrivare a Jonny "Huddersfield" Helm, membro attuale.
Per alcuni anni gli Wave Pictures hanno suonato sporadicamente nel Regno Unito, in Francia e a New York. In questo periodo hanno suonato al Mofo Festival di Parigi su invito degli amici Herman Düne e in altri concerti sempre con gli Herman Düne e i Jeffrey Lewis Band. David ha anche cantato la canzone "Dust Off Your Heart" con gli Herman Düne in una puntata alla radio per John Peel. Gli Wave Pictures hanno fatto anche da gruppo spalla e coautori per John Darnielle dei Mountain Goats.

## Formazione
- David Tattersall, voce e chitarra
- Franic Rozycki, basso
- Jonny Helm, batteria

## Discografia

### Album
- Just Watch Your Friends Don't Get You
- More Street, Less TV
- 2004 The Airplanes at Brescia
- 2005 The Hawaiian Open Mic Night
- 2006 Catching Light: The Songs of André Herman Düne
- 2006 Sophie
- 2008 Instant Coffee Baby (Moshi Moshi Records)
- 2009 If You Leave It Alone (Moshi Moshi Records)
- 2009 Play Some Pool (tributo a Bruce Springsteen)
- 2010 Susan Rode The Cyclone
- 2011 Beer In The Breaker
- 2012 Long Black Cars
- 2013 City Forgiveness
- 2016 Bamboo Diner in the Rain
- 2018 Brushes With Happiness

### Singoli/EP
- 2007 We Dress Up Like Snowmen/Now You Are Pregnant
- 2008 I Love You Like a Madman
- 2008 Strange Fruit for David
- 2008 Just Like a Drummer EP
- 2008 Pigeon EP
- 2009 If You Leave It Alone (Moshi Moshi Records)
- 2009 If I Should Fall Behind (in Girls In Their Summer Clothes di Darren Hayman, tributo a Bruce Springsteen) (Moshi Moshi Records)
- 2009 Watching Charlie's Angels
- 2013 Lisbon

### Presenze in compilation
- 2006 This Town Ain't Big Enough for the 22 of Us
- 2008 Moshi Moshi Singles Compilation
- 2009 Moshi Moshi Acoustic Compilation

## Filmografia
- 2003 Streets of Philadelphia (nel ruolo di André Herman Düne and David Tattersall)
- 2007 Madrid (nel ruolo di Darren Hayman e gli Wave Pictures)
- 2008 Hayman, Watkins, Trout and Lee (nel ruolo di Hayman, Watkins, Trout eLee)
- 2008 Dan of Green Gables (nel ruolo di Dan dei Green Gables)
- 2008 Jonny "Huddersfield" Helm (nel ruolo di Jonny "Huddersfield" Helm)